# 1523 Pieksämäki
1523 Pieksämäki è un asteroide della fascia principale. Scoperto nel 1939, presenta un'orbita caratterizzata da un semiasse maggiore pari a 2,2425080 UA e da un'eccentricità di 0,0937252, inclinata di 5,14419° rispetto all'eclittica.
L'asteroide prende il nome dalla città finlandese di Pieksämäki.